# Nummerierungsplan
Unter dem Begriff Nummerierungsplan (auch Nummernplan) versteht man die Normierung und Nummerierung von Telefonrufnummern innerhalb und zwischen den verschiedenen Telefonnetzen.
Man unterscheidet internationale, nationale und private Nummerierungspläne.
Internationale Nummerierungspläne sind beispielsweise:
- E.164, der von der ITU-T standardisierte internationale Nummerierungsplan
- Nordamerikanischer Nummerierungsplan, der von Telcordia Technologies (früher Bellcore) standardisierte internationale Nummerierungsplan, dem ungefähr 24 Länder angehören

Nationale Nummerierungspläne werden in der Regel von nationalen Regulierungsbehörden herausgegeben, so für Deutschland von der deutschen Bundesnetzagentur. Private oder nicht öffentliche Nummerierungspläne bestehen beispielsweise in Deutschland für die Telefonnetze der Deutschen Bundeswehr oder der Deutschen Bahn AG.

## Nationale Nummerierungspläne
- Albanien
- Deutschland
- Frankreich
- Großbritannien und Nordirland
- Kroatien
- Niederlande
- Österreich
- Rumänien
- Schweiz
- Slowenien
- Nordamerikanischer Nummerierungsplan für USA, Kanada, Bermuda, mehrere karibische Staaten